# Dračí řád
Dračí řád (latinsky Societas Draconistarum, maďarsky Sárkány Lovagrend, německy Der Drachenorden, chorvatsky Zmajev red, rumunsky Ordinul Dragonului, srbsky Ред Змаја) či případně Rytířský Dračí řád (latinsky Ordo equestris Draconis Hungariae) byl rytířský řád založený roku 1408 nebo 1409 uherským králem a pozdějším římským císařem Zikmundem, podle vzoru Řádu draka sv. Jiří.

## Předchůdce řádu

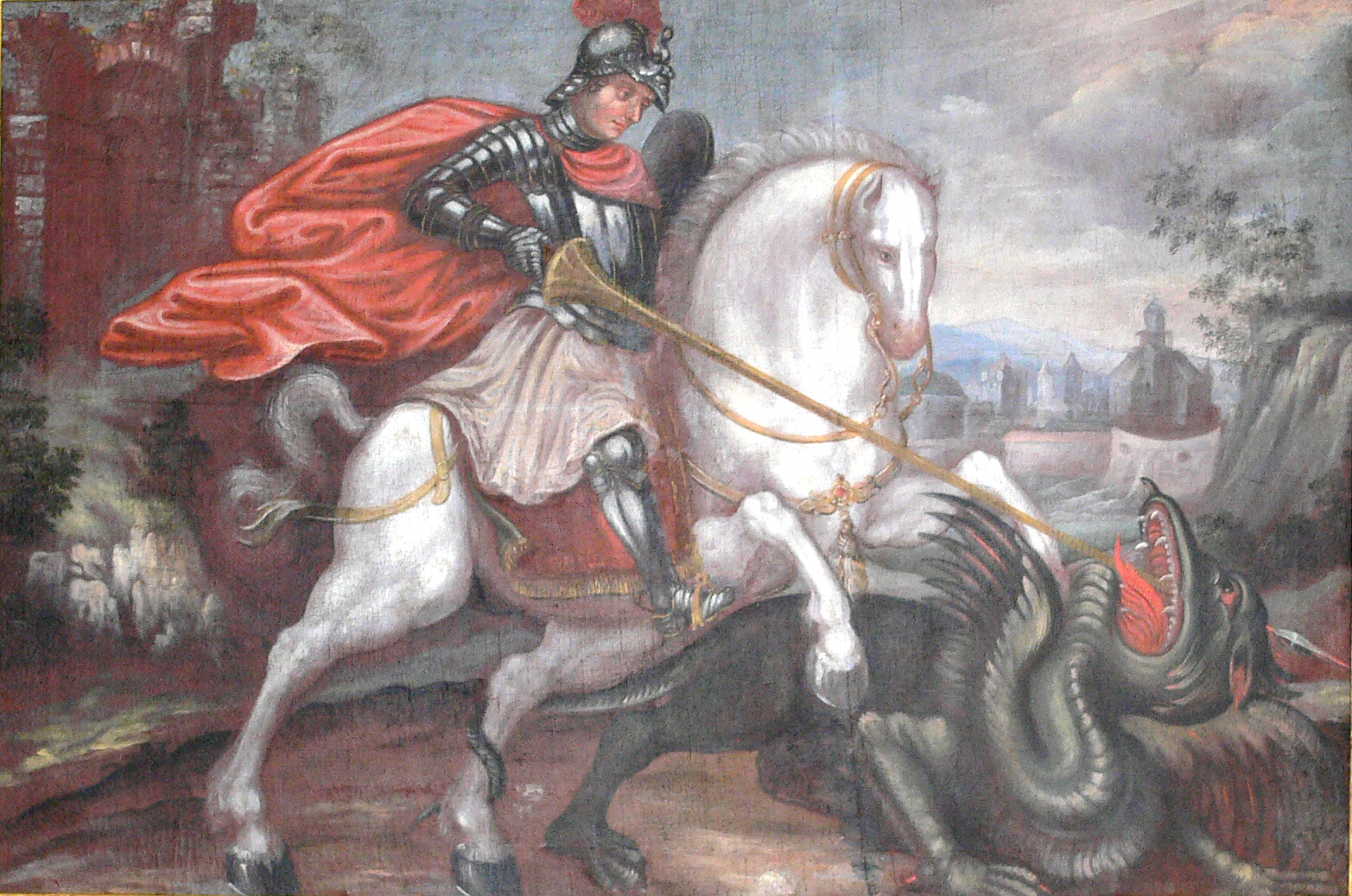
Sv. Jiří jako drakobijec, kostel St. Georg, Limpach

Během turecké expanze sultána Murada I. na Balkán založil
srbský rytíř Miloš Obilić tajný Řád draka sv. Jiří. Jeho znakem bylo slunce s dvanácti paprsky, které znázorňovaly dvanáct rytířů, příslušníků řádu. Miloš Obilić byl zpodobňován v přilbě s drakem. Cílem řádu bylo usmrcení sultána Murada I.
15. června 1389 v bitvě na Kosově poli Miloš Obilić pronikl lstí jako domnělý přeběhlík do tureckého ležení. Tam ve stanu sultána Murada I. probodl. Po sultánově smrti byl na příkaz sultánova syna Bajezida I. spolu se všemi srbskými zajatci popraven.

## Historie

### Obnovení řádu

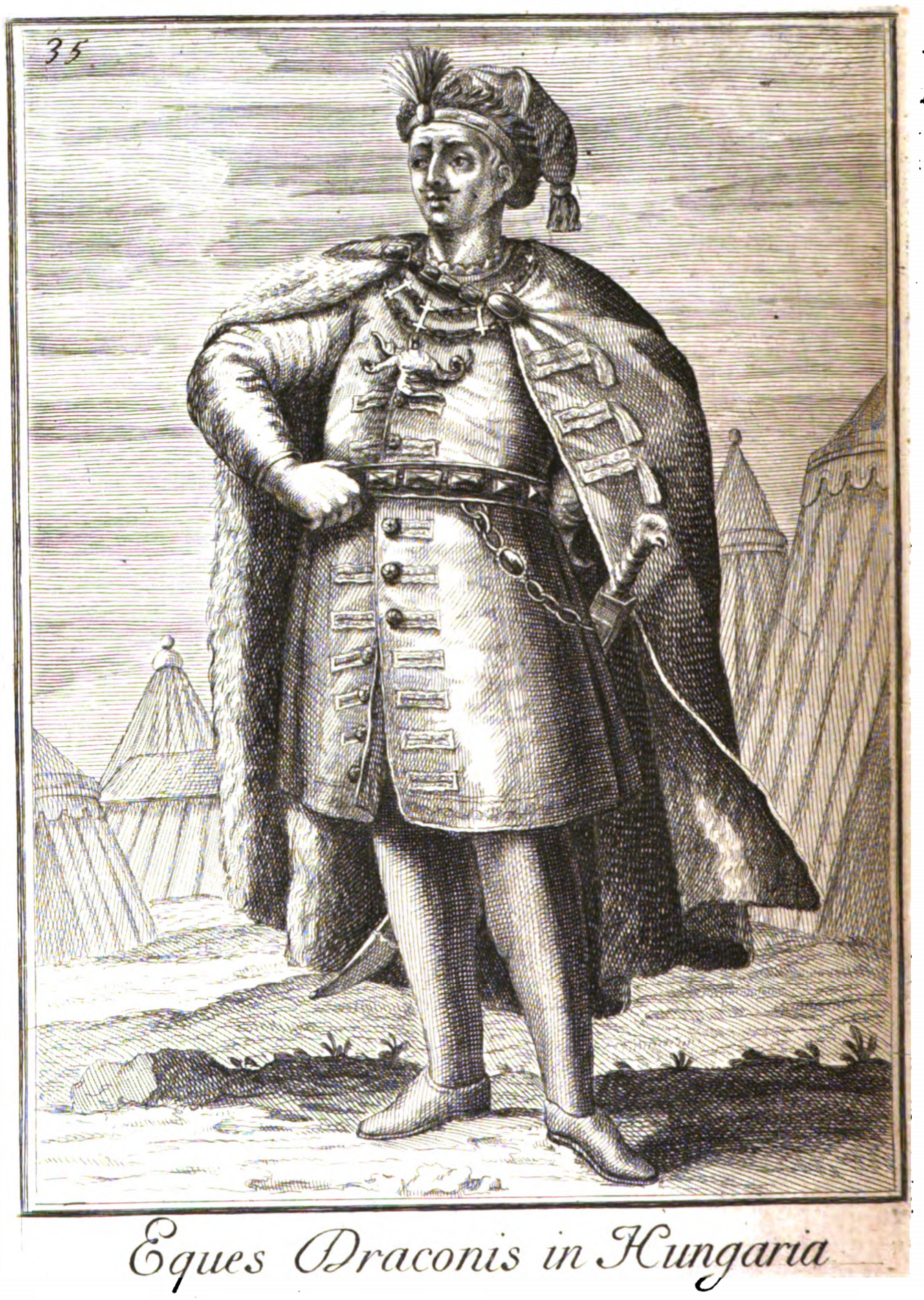
Rytíř Dračího řádu

V archivu císařského habsburského domu byl v 19. století nalezen kodex (z let 1393–1415), který uváděl nejstarší dobrodince kaple sv. Kryštofa a hospice na Arlbergu i s jejich erby. Některé erby nesly znaky Dračího řádu: erb Albrechta IV. († 1404), jež byl řetězem spojen s erbem jeho manželky Johanny, měl znak Dračího řádu, čtyřnohého neokřídleného draka stočeného do prstence, připevněn k řetězu vybíhajícího z hledí rytířské helmy (roku 1396); stejný znak nesl též erb vévody Viléma a vévody Leopolda (r. 1394). Vévoda Albrecht IV. Rakouský ozdobil znakem Dračího řádu také svou pečeť, kterou používal opakovaně během roku 1396. Ačkoliv se vévoda Arnošt Habsburský stal členem císařem Zikmundem založeného Dračího řádu společně s dalšími 24 rakouskými a štýrskými šlechtici až 16. února 1409, pečetil listiny z let 1402–1404 pečetí se znakem Dračího řádu.

Insignie řádu

Formálním účelem Dračího řádu, obnoveného králem Zikmundem, byla obrana křesťanské víry, resp. boj proti nevěřícím (zejména Turkům) a později i proti heretikům (českým husitům). Faktickým cílem však byla snaha o upevnění královské moci. Zikmund předpokládal, že členové řádu ho budou podporovat v jeho rozhodnutích. 
Členství v řádu přinášelo šlechticům zvláštní výsady. K privilegiím členů patřila skutečnost, že případný spor mezi členem řádu a králem byl řešen smírčím soudem řádu. Řádní členové měli právo zúčastnit se projednávání státních záležitostí. V případě smrti člena měl král povinnost chránit vdovu a sirotky.

### Rozmach a zánik
Řád patřil ve své době k nejvýznamnějším světským rytířským řádům. Postupem času se změnil z uzavřeného společenství na reprezentativní a otevřený spolek evropského významu. Po Zikmundově smrti však řád rychle ztratit svůj vliv a prestiž, postupně se propadá do obskurity a jeho novější historie není známa. Nejstarším známým historickým artefaktem je kopie ustavujícího ediktu z roku 1707, jež se nachází v bukurešťské universitě.

## Insignie

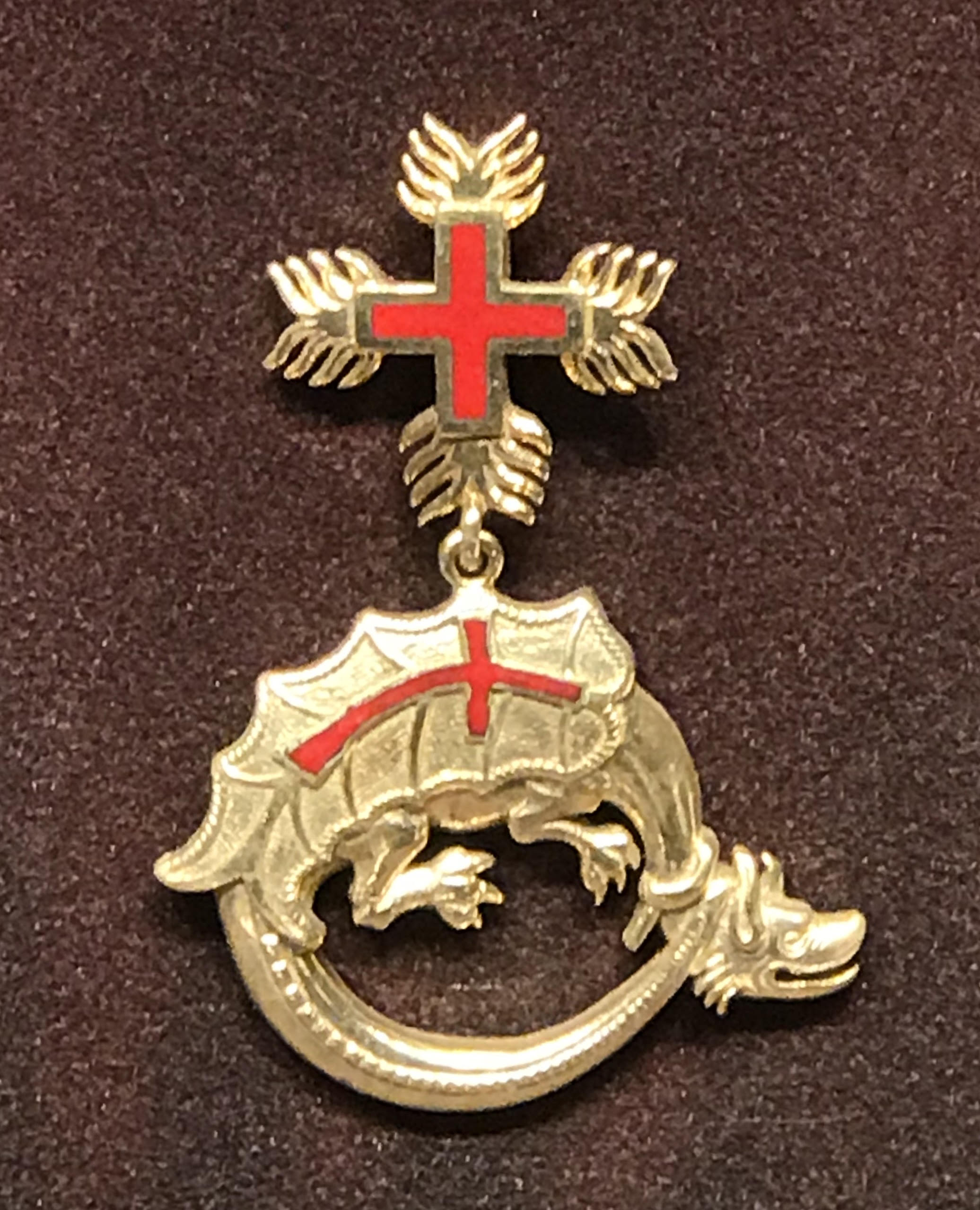
Odznak řádu (rekonstrukce)

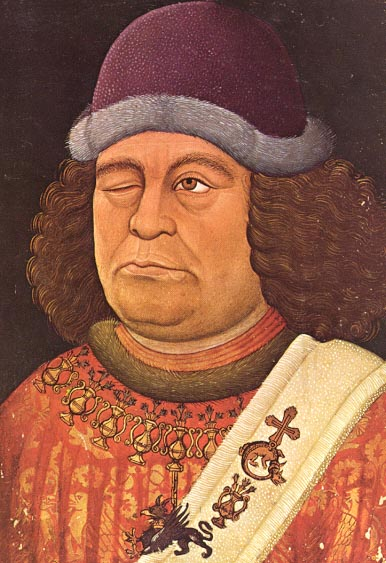
Oswald von Wolkenstein s Dračím řádem na šerpě. Portrét z Innsbruckého rukopisu z roku 1432

Odznakem řádu bylo stočené tělo draka s ocasem obtočeným okolo krku. Na zádech byl drak rozetnut červeným křížem sv. Jiří. Drak symbolizoval nepřátele křesťanství, kříž vítězství Krista nad silami zla. Později se červený kříž oddělil a figurka draka byla pod ním zavěšena.

## Členové řádu

Znak Štěpána Lazareviće

Řád měl původně čtyřiadvacet řádných členů. Mezi ně patřili král, královna Barbora Cellská a dvaadvacet šlechticů. Král Zikmund přijímal do řádu především spojence a také příbuzné. V roce 1431 Zikmund významně rozšířil počet členů řádu.
Někteří členové řádu:
- Herman, hrabě z Celje, otec královny Barbory a jeho syn Friderik
- Pippo z Ozory, italský kondotiér
- Stibor ze Stibořic, uherský šlechtic
- palatin Mikuláš Gary a jeho bratr Jan Gary
- Arnošt Železný, vévoda rakouský
- Vladislav II. Jagello, polský král
- Vytautas, litevský velkokníže
- Štěpán Lazarević, srbský kníže
- Vlad II. Dracul, valašský kníže
- Marsiglio Carrara z Padovy
- Čeněk z Vartemberka
- Hervoja, vojvoda bosenský a vévoda splitský
- Kryštof III., vévoda bavorský a král dánský
- Alfonso V., král aragonský a neapolský
- Jindřich V., anglický král
- Oswald von Wolkenstein, německý básník

## Řád v moderní době
Na veřejnosti je znám tzv. „The Imperial and Royal Dragon Court and Order“ (Císařský a královský dračí řád). Tento spolek, jenž by dle svého tvrzení měl být registrován u budapešťského vrchního soudu, se prohlašuje za následovníka Dračího řádu. Jedním z jeho prominentních členů je Michel Lafosse, který se vydává za krále Anglie a Skotska. Jedná se ovšem o čistě samozvaný rytířský řád.